# Кенни, Грант
Грант Хе́йден Ке́нни (англ. Grant Hayden Kenny; 14 июня 1963, Мэриборо) — австралийский гребец-байдарочник, выступал за сборную Австралии по гребле на байдарках и каноэ на всём протяжении 1980-х годов. Участник двух летних Олимпийских игр, бронзовый призёр Игр в Лос-Анджелесе, бронзовый призёр чемпионата мира, победитель регат национального и международного значения. Также известен как спортсмен соревнований береговых спасателей.

## Биография
Грант Кенни родился 14 июня 1963 года в городе Мэриборо, штат Квинсленд. С детства занимался многими видами спорта, преимущественно лёгкой атлетикой и плаванием. Участвовал в соревнованиях береговых спасателей, неоднократно становился чемпионом Австралии в дисциплине Ironman.
В начале 1980-х годов также решил попробовать себя в гребле на байдарках и здесь тоже добился успеха. Благодаря череде удачных выступлений удостоился права защищать честь страны на летних Олимпийских играх 1984 года в Лос-Анджелесе, где вместе с напарником Барри Келли завоевал бронзовую медаль в программе байдарок-двоек на тысяче метрах — в финале их обошли только экипажи из Канады и Франции.
После этой Олимпиады Кенни остался в основном составе национальной сборной Австралии и продолжил принимать участие в крупнейших международных регатах. Так, в 1986 году он побывал на чемпионате мира в Монреале, откуда привёз награду бронзового достоинства, выигранную совместно со Стивеном Вудом в зачёте двухместных байдарок на дистанции 1000 метров. Будучи одним из лидеров австралийской гребной сборной, благополучно прошёл квалификацию на Олимпийские игры 1988 года в Сеуле — участвовал в гонке четвёрок на километровой дистанции, пробился в финальную стадию турнира и в решающем заезде был близок к призовым позициям, показав в итоге четвёртый результат. Вскоре он принял решение завершить карьеру профессионального спортсмена, уступив место в сборной молодым австралийским гребцам.
В период 1986—2009 был женат на австралийской пловчихе Лизе Карри, многократной чемпионке Игр Содружества в различных дисциплинах. Вместе с женой владел авиакомпанией Curry Kenny Aviation Group, в парке которой было более 60 самолётов. Имеет в этом браке троих детей. Также в 2012 году имел отношения с телеведущей Фифи Бокс, которая тоже родила от него дочь. За выдающиеся достижения в спорте в 1986 году награждён медалью ордена Австралии. В 1996 году введён в Зал славы спорта Австралии.